# Aix-en-Provence TGV
Dworzec kolejowy Aix-en-Provence TGV, jest dworcem przeznaczonym dla pociągów TGV, zbudowanym 13 km na zachód od centrum miasta Aix-en-Provence, na linii LGV Méditerranée. Z centrum miasta jest połączony regularną komunikacją autobusową.
Dworzec oddano do użytku w 2001 roku. Zaprojektowali go architekci Jean-Marie Duthilleul, Etienne Tricaud i Erica Dussiot z biura architektonicznego AREP należące do SNCF. Posiada on 4 tory, z czego dwa środkowe są odizolowane od pozostałej części dworca i pozwalają pociągom TGV na przejazd z pełną prędkością 300 km/h a pozostałe 2 są położone przy dwóch peronach, umieszczonych na zewnątrz torów przelotowych.
Bezpośrednio pod budynkiem przebiega droga ekspresowa, łącząca Aix-en-Provence z portem lotniczym Marsylia-Prowansja.
Hall dworca jest podzielony na dwa terminale, nazwane imionami słynnych francuskich artystów:
- hala odjazdów, pavillon Cézanne, od strony zachodniej,
- hala przyjazdów, pavillon Zola, od strony wschodniej.

Aix-en-Provence TGV posiada również parking na 700 samochodów oraz dworzec autobusowy.

## Połączenia
- 9 połączeń dziennie z dworcem Paris-Lyon (2:57),
- 3 połączenia z dworcem Aéroport Charles-de-Gaulle 2 TGV i Lille-Europe,
- W sezonie letnim połączenie z Brukselą